# Takács József (eszperantista)
Takács József (Nagyigmánd, 1890. július 24. – Pusztavám, 1944. október 16.) fogorvos, eszperantista, szótárszerkesztő, újságszerkesztő, eszperantista műgyűjtő.

## Eszperantó tevékenysége

### Tisztségei az eszperantó mozgalomban
Takács 1909-től eszperantista, 1910-től már aktívan dolgozott az eszperantóért. 1913-ban Marich Ágoston ellen harcolt. 1914-ben a Magyar Országos Eszperantó Egyesület (Hungara Esperanto Societo - HES) titkára, az első világháború után 1928-ig a HES főtitkára, majd tiszteletbeli tagja. Elnöke volt a korábbi Gyűjtő Világszövetségnek (TAK), az Eszperantó Világszövetség (UEA) delegáltja és a K.R. tagja is volt.

### Szerkesztői tevékenysége
Takács éveken át több eszperantó folyóirat szerkesztője volt: 1912-1913-ig a Panonio-nak, 1923-tól 1926-ig a Hungara Esperantisto-nak, a Tutmonda Kolektanto-nak, és a Hungara Heroldo-nak 1932-től 1934-ig.

### Gyűjtő tevékenysége
Ismert Takács eszperantó témájú gyűjteménye, különösen eszperantó folyóiratai. Paul Tarnow és Ladislao Spierer 1934-ben kiadta a Katalogon de la Esperanto-Gazetaro-t, amely a korai eszperantó sajtó fontos bibliográfiai segédanyaga volt, valamint Poŝkatalogon de la Esperantaj por-okazaj glumarkoj-t. Az 1990-es években Máthé Árpád és Luis Hernández Yzal gyűjtői és bibliográfus kört neveztek el róla, Takács-kör néven.

### Művei (válogatás)
- La literatura agado de Hungaraj esperantistoj dum la jaro 1912. Budapest: Kókai 1913, 15 p. (Biblioteko de Panonio 1) - 1913
- Világnyelv és világirodalom. Kaposvár: Somogyi Ujság 1921, 15 p. (informa broŝuro pri Esperanto) - 1921
- Esperanto-magyar kis szótár = Esperanto-hungara vortareto  / összeáll. Budapest: Kókai 1923, VIII, 184 p. - 1923
- Katalogo de la Esperanto-Gazetaro. Jablonné n. Orl.: Pražák 1934, 168 p. - 1934
- Poŝkatalogo de la Esperantaj por-okazaj glumarkoj. Jablonné n. Orl.: Tutmonda Asocio Kolektanta 1934, 36 p. - 1934
- Korektoj kaj aldonoj al la "Poŝkatalogo de la Esperantaj porokazaj glumarkoj". Nagymaros: eld. de la aŭtoro 1936, 22 p. - 1936

## Halála
Takács József a második világháború idején munkaszolgálatot teljesített, és az 1944. október 16-i pusztavámi tömeggyilkosság áldozata lett, amikor az SS katonái az egész századát statáriálisan kivégezték „zsidólázadás” vádjával.

## Emlékezete

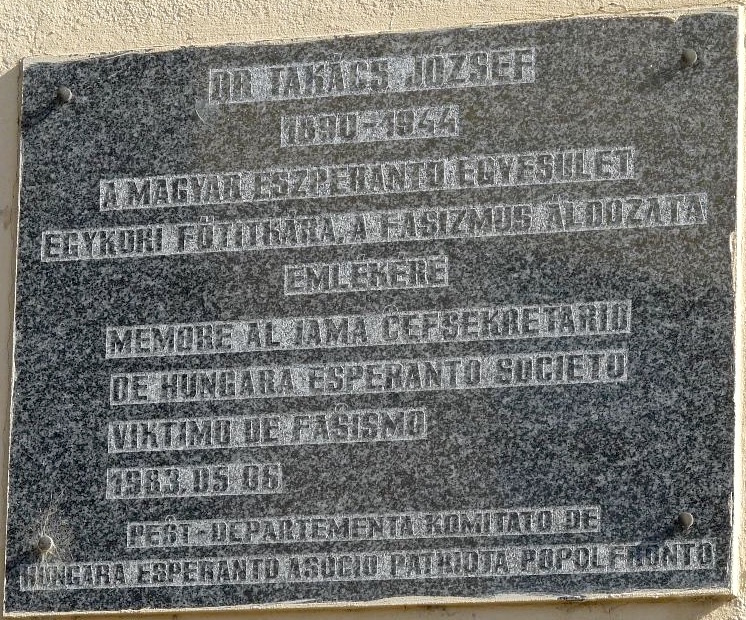
Emléktáblája Nagymaroson

## Fordítás
- Ez a szócikk részben vagy egészben  a   József Takács című eszperantó Wikipédia-szócikk ezen változatának fordításán alapul.  Az eredeti cikk szerkesztőit annak laptörténete sorolja fel. Ez a jelzés csupán a megfogalmazás eredetét és a szerzői jogokat jelzi, nem szolgál a cikkben szereplő információk forrásmegjelöléseként.

## Külső hivatkozások
- * Libroj Archiválva 2016. június 3-i dátummal az Archive.is-en de kaj pri József Takács en la Kolekto por Planlingvoj kaj Esperantomuzeo